# Гимназија Лесковац
Лесковачка гимназија је васпитно-образовна установа средњег образовања смештена у центру Лесковца и обухвата три смера — Друштвено-језички, природно-математички и смер за ученике са посебним способностима за рачунарство и информатику. Гимназија је основана 1879. године као Нижа реална гимназија, као једна од најстаријих школа те врсте у овом делу Србије.

## Историја
По попису након ослобођења од Турака у Лесковцу је 1879. године било 9.718 становника од којих 848 писмених мушкараца и 79 писмених жена. Са ослобођењем Лесковца 1879. године је отворена Нижа гимназија са два разреда. Тог 4. септембра 1879. године обавештено је грађанство Лесковца о почетку уписа у Нижу гимназију, а пријемне испите положило је 25 од 27 пријављених кандидата.
Просторије прве Гимназије биле су смештене у згради бившег кајмакама Хасафа Пашагића која се налазила на десној обали реке Ветернице (у околини данашње Осмоспратнице). Гимназија је постала четворогодишња 1881. године. Први наставник кога је министар именовао за предавача био је писар министарства финансија Стеван Сремац, али он је на жалост ову службу одбио и отишао у Ниш. Године 1880. Хафис Пањагић се вратио из Турске тражећи своју кућу натраг тако да је Гимназија морала да буде измештена у другу турску кућу мало даље од данашње школе "Светозар Марковић".
На дан 22. септембра 1891. године почело се са зидањем нове гимназијске зграде на месту некадашњег Шашит-пашиног сараја (данашњи Сајам). Зграда је завршена и пуштена у рад 1894. године и као таква била је прва и једина гимназијска зграда подигнута у XIX веку у југоисточној Србији. Ово је била најлепша зграда подигнута у ослобођеним крајевима, тако да је дворски фотограф Лицитер сликао на отварању како би фотографије изложио на изложби у Москви.
Године 1881. Гимназија је постала четворогодишња, а 1907. године у Лесковцу је отворена и Женска гимназија у којој су предавања отпочела 1. октобра, а прву годину похађале су 23 ученице. Настава се одвијала у згради Гимназије.
Како би унапредили текстилну индустрију која је била у замаху у Лесковцу, на предлог Министарства народне привреде 1890. године отворена је и Ткачка школа, прва стручна школа у Лесковцу. Зграда гимназије срушена је током бомбардовања Лесковца 6. септембра 1944. године.
Од 1962. године носи назив свог бившег ученика и народног хероја Станимира Вељковића-Зелета, а од 2003. године школа добија нови назив „Гимназија” и новоустановљени дан школе 28. октобар, дан када је 1881. године школа добила своје просторије и почела са редовним радом.

## Галерија
- Гимназија у Лесковцу
- Гимназија током реновирања 2016. године
- Двориште Гимназије